# Two from the Vault
Albums de Grateful Dead
Infrared Roses
(1991) Dick's Picks Volume 1
(1993)
Two From the Vault est un album live du Grateful Dead sorti en 1992.
Ce double album propose des extraits des concerts donnés au Shrine Auditorium de Los Angeles les 23 et 24 août 1968.

## Titres
| 1. | Good Morning, Little Schoolgirl | Sonny Boy Williamson                                  | 15:59 |
| 2. | Dark Star                       | Hunter, Garcia, Hart, Kreutzman, Lesh, McKernan, Weir | 11:20 |
| 3. | St. Stephen                     | Hunter, Garcia, Lesh                                  | 4:40  |
| 4. | The Eleven                      | Hunter, Lesh                                          | 14:27 |
| 5. | Death Don't Have No Mercy       | Reverend Gary Davis                                   | 8:23  |

| 1. | That's It for the Other One: Cryptical Envolvement / The Other One | Garcia / Kreutzman, Weir     | 15:40 |
| 2. | New Potato Caboose                                                 | Petersen, Lesh               | 14:16 |
| 3. | Turn On Your Love Light                                            | Deadric Malone, Joseph Scott | 17:13 |
| 4. | (Walk Me Out in the) Morning Dew                                   | Bonnie Dobson                | 7:13  |

### CD bonus
L'édition remasterisée de Two from the Vault parue en 2010 comprend un troisième CD.
| No | Titre                           | Auteur                  | Durée |
| -- | ------------------------------- | ----------------------- | ----- |
| 1. | Alligator                       | McKernan, Lesh, Hunter  | 18:43 |
| 2. | Caution (Do Not Stop on Tracks) | McKernan, Grateful Dead | 11:30 |
| 3. | Feedback                        | Grateful Dead           | 4:01  |

## Personnel

### Grateful Dead
- Jerry Garcia : guitare, chant
- Phil Lesh : guitare basse, chant
- Mickey Hart : batterie
- Bill Kreutzmann : batterie
- Ron « Pigpen » McKernan : claviers, harmonica, chant
- Bob Weir : guitare, chant

### Production
- Dan Healy : producteur
- Jeffrey Norman : ingénieur du son
- Don Pearson : ingénieur du son
- Joe Gastwirt : remasterisation
- Dick Latvala : archiviste
- Timothy Harris : dessinateur (pochette)